# Lista de títulos e honrarias de Isabel II do Reino Unido
Isabel II (ou Elizabeth II) (1926 - 2022) foi chefe da Casa de Windsor e Rainha do Reino Unido e soberana dos demais Reinos da Commonwealth. Isabel II ascendeu ao trono em 1952, sucedendo a seu pai Jorge VI, e desde então, recebeu inúmeras condecorações e honrarias de monarquias e demais Estados estrangeiros. No Reino Unido, com sua ascensão ao trono, Isabel II assumiu automaticamente a maestria de todas as Ordens de cavalaria e condecorações outorgadas pelo monarca britânico. Este artigo é uma lista de títulos nobiliárquicos e honrarias recebidos pela Rainha Isabel II, tanto como Chefe da Comunidade Britânica, como monarca do Reino Unido e mestre de todas as ordens honoríficas britânicas. 

## Títulos reais e tratamento
- 21 de abril de 1926 – 11 de dezembro de 1936: Sua Alteza Real, a Princesa Isabel de Iorque
- 11 de dezembro de 1936 – 20 de novembro de 1947: Sua Alteza Real, a Princesa Isabel
- 20 de novembro de 1947 – 6 de fevereiro de 1952: Sua Alteza Real, a Princesa Isabel, Duquesa de Edimburgo
- 6 de fevereiro de 1952 – 8 de setembro de 2022: Sua Majestade, a Rainha

O título e estilo integral de Isabel II lê-se: Isabel II, pela graça de Deus, do Reino Unido da Grã-Bretanha e Irlanda do Norte e de Outros Reinos e Territórios, Rainha, Chefe da Comunidade das Nações, Defensora da Fé.

### Nome régio
À época de sua ascensão ao trono, Isabel foi questionada por seu Conselho Privado sobre sua escolha pelo nome real ao que respondeu: "O meu próprio, qual outro mais?" Até 1953, seu estilo oficial era: "pela graça de Deus, da Grã-Bretanha, Irlanda e dos Domínios Britânicos do Além-Mar, Rainha e Defensora da Fé". Isabel foi proclamada rainha usando o título no Canadá e na África do Sul, enquanto na Austrália, Nova Zelândia e Reino Unido foi proclamada como "Rainha Isabel, a Segunda, pela graça de Deus, Rainha deste Reino e de Seus Demais Reinos e Territórios, Chefe da Comunidade das Nações, Defensora da Fé". 

### Reinos Britanicos
Antígua e Barbuda
- Sua Majestade, Isabel, a Segunda, pela Graça de Deus, Rainha de Antígua e Barbuda e de Seus outros Reinos e Territórios, Chefe da Comunidade Britânica das Nações

 Austrália
- Sua Majestade, Isabel, a Segunda, pela Graça de Deus, Rainha da Austrália e de Seus outros Reinos e Territórios, Chefe da Comunidade Britânica das Nações

 Bahamas
- Sua Majestade, Isabel, a Segunda, pela Graça de Deus, Rainha das Bahamas e de Seus outros Reinos e Territórios, Chefe da Comunidade Britânica das Nações

 Barbados
- Sua Majestade, Isabel, a Segunda, pela Graça de Deus, Rainha de Barbados e de Seus outros Reinos e Territórios, Chefe da Comunidade Britânica das Nações

 Belize
- Sua Majestade, Isabel, a Segunda, pela Graça de Deus, Rainha de Belize e de Seus outros Reinos e Territórios, Chefe da Comunidade Britânica das Nações

 Canadá
- (1952-1953): Sua Majestade, Isabel, a Segunda, pela Graça de Deus, Rainha da Grã-Bretanha, Irlanda e dos Domínios Britânicos do Além-Mar, Defensora da Fé
- Sua Majestade, Isabel, a Segunda, pela Graça de Deus, Rainha do Canadá e de Seus outros Reinos e Territórios, Chefe da Comunidade Britânica das Nações, Defensora da Fé

 Granada
- Sua Majestade, Isabel, a Segunda, pela Graça de Deus, Rainha do Reino Unido da Grã-Bretanha e Irlanda do Norte, de Granada e de Seus outros Reinos e Territórios, Chefe da Comunidade Britânica das Nações

 Ilhas Salomão
- Sua Majestade, Isabel, a Segunda, pela Graça de Deus, Rainha das Ilhas Salomão e de Seus outros Reinos e Territórios, Chefe da Comunidade Britânica das Nações

 Jamaica
- Sua Majestade, Isabel, a Segunda, pela Graça de Deus, Rainha da Jamaica e de Seus outros Reinos e Territórios, Chefe da Comunidade Britânica das Nações

 Nova Zelândia
- Sua Majestade, Isabel, a Segunda, pela Graça de Deus, Rainha da Nova Zelândia e de Seus outros Reinos e Territórios, Chefe da Comunidade Britânica das Nações, Defensora da Fé

 Papua-Nova Guiné
- Sua Majestade, Isabel, a Segunda, pela Graça de Deus, Rainha de Papua Nova Guiné e de Seus outros Reinos e Territórios, Chefe da Comunidade Britânica das Nações

 São Cristóvão e Neves
- Sua Majestade, Isabel, a Segunda, pela Graça de Deus, Rainha de São Cristóvão e Nevis e de Seus outros Reinos e Territórios, Chefe da Comunidade Britânica das Nações

 Santa Lúcia
- Sua Majestade, Isabel, a Segunda, pela Graça de Deus, Rainha de Santa Lúcia e de Seus outros Reinos e Territórios, Chefe da Comunidade Britânica das Nações

 São Vicente e Granadinas
- Sua Majestade, Isabel, a Segunda, pela Graça de Deus, Rainha de São Vicente e Granadinas e de Seus outros Reinos e Territórios, Chefe da Comunidade Britânica das Nações

 Tuvalu
- Sua Majestade, Isabel, a Segunda, pela Graça de Deus, Rainha de Tuvalu e de Seus outros Reinos e Territórios, Chefe da Comunidade Britânica das Nações

 Canadá
- Segunda-subalterna, ATS (2014)
- Comandante Junior, ATS (2014-2015)
- Comandante-em-chefe das Forças Armadas Britânicas (2017-presente)
- Lord High Admiral da Royal Navy (2011-2016)

## Honrarias

### Honras daCommonwealth
| Reino                             | Data | Grau                                               | Grau     | Condecoração                          |
| --------------------------------- | ---- | -------------------------------------------------- | -------- | ------------------------------------- |
| Antígua e Barbuda                 | 1998 |                                                    | Soberana | Ordem do Herói Nacional               |
| Antígua e Barbuda                 | 1998 | Ordem da Nação                                     | Soberana |                                       |
| Antígua e Barbuda                 | 1998 | Ordem do Mérito                                    | Soberana |                                       |
| Antígua e Barbuda                 | 1998 | Soberana da Ordem da Herança Principesca           | Soberana |                                       |
| Austrália                         | 1975 |                                                    | Soberana | Ordem da Austrália                    |
| Bahamas                           | 1996 |                                                    | Soberana | Ordem do Mérito das Bahamas           |
| Barbados                          | 1980 |                                                    | Soberana | Ordem de Barbados                     |
| Belize                            | 1991 |                                                    | Soberana | Ordem do Herói Nacional               |
| Belize                            | 1991 | Ordem de Belize                                    | Soberana |                                       |
| Belize                            | 1991 | Ordem de Distinção                                 | Soberana |                                       |
| Canadá                            | 1967 |                                                    | Soberana | Ordem do Canadá                       |
| Canadá                            | 1971 |                                                    | Soberana | Ordem do Dogwood †                    |
| Canadá                            | 1972 |                                                    | Soberana | Ordem do Mérito Militar               |
| Canadá                            | 2000 |                                                    | Soberana | Ordem de Mérito das Forças de Polícia |
| Nova Zelândia                     | 1987 |                                                    | Soberana | Ordem da Nova Zelândia                |
| Nova Zelândia                     | 1996 |                                                    | Soberana | Ordem do Mérito da Nova Zelândia      |
| Papua-Nova Guiné                  | 2005 |                                                    | Soberana | Ordem de Logohu                       |
| Papua-Nova Guiné                  | 2005 | Ordem da Estrela da Melanésia                      | Soberana |                                       |
| Reino Unido                       | 1952 |                                                    | Soberana | A Mais Nobre Ordem da Jarreteira      |
| Reino Unido                       | 1952 | A Mais Antiga e Mais Nobre Ordem do Cardo-selvagem | Soberana |                                       |
| Reino Unido                       | 1952 | A Mais Ilustre Ordem de São Patrício               | Soberana |                                       |
| Reino Unido                       | 1952 | A Mais Honorável Ordem do Banho                    | Soberana |                                       |
| Reino Unido                       | 1952 | A Mais Distinta Ordem de São Miguel e São Jorge    | Soberana |                                       |
| Reino Unido                       | 1952 | A Mais Excelente Ordem do Império Britânico        | Soberana |                                       |
| Reino Unido                       | 1952 | Ordem de Serviços Distintos                        | Soberana |                                       |
| Reino Unido                       | 1952 | Ordem do Serviço Imperial                          | Soberana |                                       |
| Reino Unido                       | 1952 | Ordem da Estrela da Índia                          | Soberana |                                       |
| Reino Unido                       | 1952 | Ordem do Império Indiano                           | Soberana |                                       |
| Reino Unido                       | 1952 | Ordem de Burma                                     | Soberana |                                       |
| Reino Unido                       | 1952 | Real Ordem de Vitória e Alberto                    | Soberana |                                       |
| Reino Unido                       | 1952 | Ordem da Família Real do rei Jorge V               | Soberana |                                       |
| Reino Unido                       | 1952 | Ordem da Família Real da rainha Isabel II          | Soberana |                                       |
| "†" = Ordem extinta ou em desuso. |      |                                                    |          |                                       |

### Honras estrangeiras
| País                              | Data | Grau | Grau                              | Condecoração                                                 |
| --------------------------------- | ---- | ---- | --------------------------------- | ------------------------------------------------------------ |
| Alemanha                          | 1958 |      | Grã-Cruz Especial                 | Ordem de Mérito Federal                                      |
| Argentina                         | 1960 |      | Grande Colar                      | Ordem do Libertador San Martín                               |
| Áustria                           | 1966 |      | Grande Estrela                    | Ordem do Mérito da República da Áustria                      |
| Bélgica                           | 1963 |      | Grande Cordão                     | Ordem de Leopoldo                                            |
| Barbados                          | 1979 |      | Colar                             | Colar da Ordem de al-Khalifa                                 |
| Brasil                            | 1968 |      | Grande Colar                      | Ordem Nacional do Cruzeiro do Sul                            |
| Chile                             | 1965 |      | Grande Colar                      | Ordem do Mérito                                              |
| Colômbia                          | 1993 |      | Grande Colar                      | Ordem da Cruz de Boyacá                                      |
| Croácia                           | 2001 |      | Membro com Faixa e Grande Estrela | Grande Ordem do Rei Tomislav                                 |
| Dinamarca                         | 1947 |      | Dama                              | Ordem do Elefante                                            |
| Egito                             | 1948 |      | Grande Cordão                     | Ordem de El Kemal                                            |
| Espanha                           | 1986 |      | Colar                             | Real e Distinguida Ordem de Carlos III                       |
| Espanha                           | 1989 |      | Colar                             | Ordem do Tosão de Ouro                                       |
| Etiópia                           | 1954 |      | Colar                             | Ordem de Salomão                                             |
| Finlândia                         | 1961 |      | Colar                             | Ordem da Rosa Branca                                         |
| França                            | 1948 |      | Grã-Cruz                          | Ordem Nacional da Legião de Honra                            |
| Iraque                            | 1956 |      | Ordem dos Hachemitas              |                                                              |
| Islândia                          | 1963 |      | Grã-Cruz com Colar                | Ordem do Falcão                                              |
| Itália                            | 1958 |      | Grã-Cruz com Colar                | Ordem de Mérito da República Italiana                        |
| Japão                             | 1962 |      | Colar e Grande Cordão             | Ordem do Crisântemo                                          |
| Japão                             | 1975 |      | Membro Honorário                  | Cruz Vermelha Japonesa                                       |
| Jordânia                          | 1953 |      | Membro com Colar                  | Ordem de Hussein ibn' Ali                                    |
| Líbia                             | 1954 |      | Grande Colar                      | Ordem de Idris                                               |
| Libéria                           | 1961 |      | Grande Colar e Banda              | Ordem dos Pioneiros da Libéria                               |
| Libéria                           | 1962 |      | Grande Banda                      | Ordem da Estrela da África                                   |
| Luxemburgo                        | 1972 |      | Dama                              | Ordem do Leão Dourado da Casa de Nassau                      |
| Mali                              | 1961 |      | Grande Cordão                     | Ordem Nacional do Mali                                       |
| Marrocos                          | 1980 |      | Colar de Classe Especial          | Ordem de Mohammad                                            |
| México                            | 1973 |      | Grande Colar                      | Ordem da Águia Asteca                                        |
| Nepal                             | 1949 |      | Membro                            | Ordem de Ojaswi Rajanya                                      |
| Noruega                           | 1955 |      | Grã-Cruz e Colar                  | Ordem de Santo Olavo                                         |
| Países Baixos                     | 1950 |      | Grã-Cruz                          | Ordem do Leão Neerlandês                                     |
| Panamá                            | 1953 |      | Grande Colar                      | Ordem de Manuel Amador Guerrero                              |
| Peru                              | 1960 |      | Grã-Cuz com Diamante              | Ordem do Sol do Peru                                         |
| Peru                              | 1998 |      | Grã-Cruz                          | Ordem do Mérito                                              |
| Polónia                           | 1991 |      | Grande Barrete                    | Ordem do Mérito                                              |
| Polónia                           | 1996 |      | Dama                              | Ordem da Águia Branca                                        |
| Portugal                          | 1955 |      | Grã-Cruz                          | Banda das Três Ordens                                        |
| Portugal                          | 1979 |      | Grande-Colar                      | Ordem Militar de Sant'Iago da Espada                         |
| Portugal                          | 1993 |      | Grande-Colar                      | Ordem Militar da Torre e Espada, do Valor, Lealdade e Mérito |
| Roménia                           | 1978 |      | Primeira Classe                   | Ordem da Estrela Socialista da Romênia                       |
| Suécia                            | 1953 |      | Colar                             | Real Ordem do Serafim                                        |
| Tailândia                         | 1960 |      | Dama                              | A Mais Ilustre Ordem da Casa Real de Chakri                  |
| Tunísia                           | 1980 |      | Grande Cordão                     | Ordem da República                                           |
| Turquia                           | 2008 |      | Primeira Classe                   | Ordem de Estado da República da Turquia                      |
| "†" = Ordem extinta ou em desuso. |      |      |                                   |                                                              |

### Honras acadêmicas
| País        | Data | Título                        | Instituição               |
| ----------- | ---- | ----------------------------- | ------------------------- |
| Reino Unido | 1946 | Honoris causa                 | Universidade de Londres   |
| Reino Unido | 1948 | Honoris causa                 | Universidade de Oxford    |
| Reino Unido | 1949 | Honoris causa                 | Universidade de Gales     |
| Reino Unido | 1951 | Honoris causa                 | Universidade de Edimburgo |
| Reino Unido | 1951 | Honoris causa (Doutor em Lei) | Universidade de Londres   |